# Alisa Marić
Alisa Marić (en serbe cyrillique : Алиса Марић ; née le 10 janvier 1970 à New York) est une joueuse d'échecs serbe. Du 27 juillet 2012 au 2 septembre 2013, elle a été ministre de la Jeunesse et du Sport dans le gouvernement d'Ivica Dačić.
Alisa Marić est classée comme maître international et grand maître féminin par la Fédération internationale des échecs (FIDE).

## Biographie

### Famille
Alisa Marić est la sœur jumelle de Mirjana Marić, également joueuse d'échecs.

### Études
Alisa Marić effectue ses études élémentaires à Denver, dans le Colorado, puis à Belgrade. Elle suit les cours du Lycée mathématique du Belgrade (en serbe : Matematička gimnazija u Beogradu). Elle étudie ensuite à la Faculté d'économie de l'université de Belgrade, où elle obtient une licence en 1996 et un master en 2001 ; elle obtient un doctorat en 2004.
En 2001, Alisa Marić devient assistante à la Faculté d'économie, professeur adjoint en 2005 et professeur en 2008. À partir de 2008, elle enseigne à la Faculté de la culture et des médias de l'université Megatrend.

### Carrière sportive

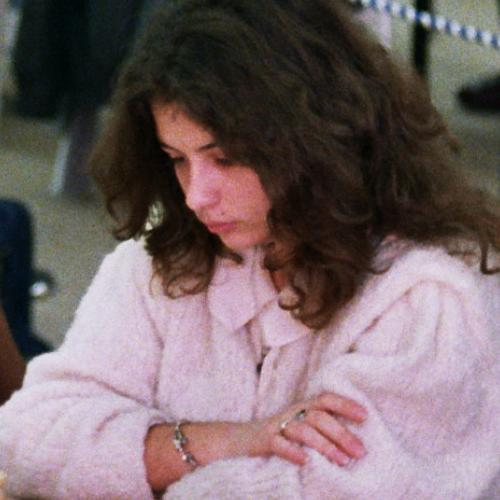
Alisa Marić en 1988 à Thessalonique.

Dès l'enfance, Alisa Marić mène une carrière de joueuse d'échecs, remportant sa première victoire dans un tournoi à l'âge de neuf ans. En 1986, la Fédération internationale des échecs (FIDE) lui décerne le titre de grand maître féminin (G.M.I.F.) et, en 1993, le titre de maître international (M.I., titre mixte).
Avec l'équipe féminine de Yougoslavie, elle remporte la médaille de bronze lors de l'Olympiade d'échecs de 1988 à Thessalonique et la médaille de bronze à titre individuel à l'Olympiade d'échecs de 1998 à Elista. En 1999, elle obtient une médaille d'argent par équipe au championnat d'Europe d'échecs des nations à Batoumi. Avec l'Agrouniverzal Zemun, elle remporte la coupe d'Europe des clubs d'échecs en 1996, 2000 et 2001.
De 2001 à 2009, elle est membre de la présidence du Comité olympique serbe.

### Ministre
Le 27 août 2012, Alisa Marić est élue ministre de la Jeunesse et du Sport dans le gouvernement d'Ivica Dačić ; elle n'est affiliée à aucun parti mais approuvée par le Parti progressiste serbe (SNS) du nouveau président de la République Tomislav Nikolić.
À la suite d'une longue crise au sein de la coalition gouvernementale, Ivica Dačić exclut le parti Régions unies de Serbie (URS) du gouvernement et, notamment, son représentant le plus éminent, président de ce parti et ministre des Finances et de l'Économie, Mlađan Dinkić. Le remaniement a lieu le 2 septembre 2013 et Alisa Marić n'est pas reconduite dans sa fonction ministérielle.